# La Roche-de-Glun
Pour les articles homonymes, voir La Roche.
La Roche-de-Glun est une commune française située dans le département de la Drôme en région Auvergne-Rhône-Alpes.

## Géographie

### Situation et description
La Roche-de-Glun est située à 12 km au nord de Valence et à 8 km au sud de Tain-l'Hermitage (bureau centralisateur du canton).
La commune, traversée par le 45e parallèle nord, est donc située à égale distance du pôle Nord et de l'équateur terrestre (environ 5 000 km).

### Relief et géologie
Sites particuliers :
- Plaine de Saint-Georges[1].

### Hydrographie

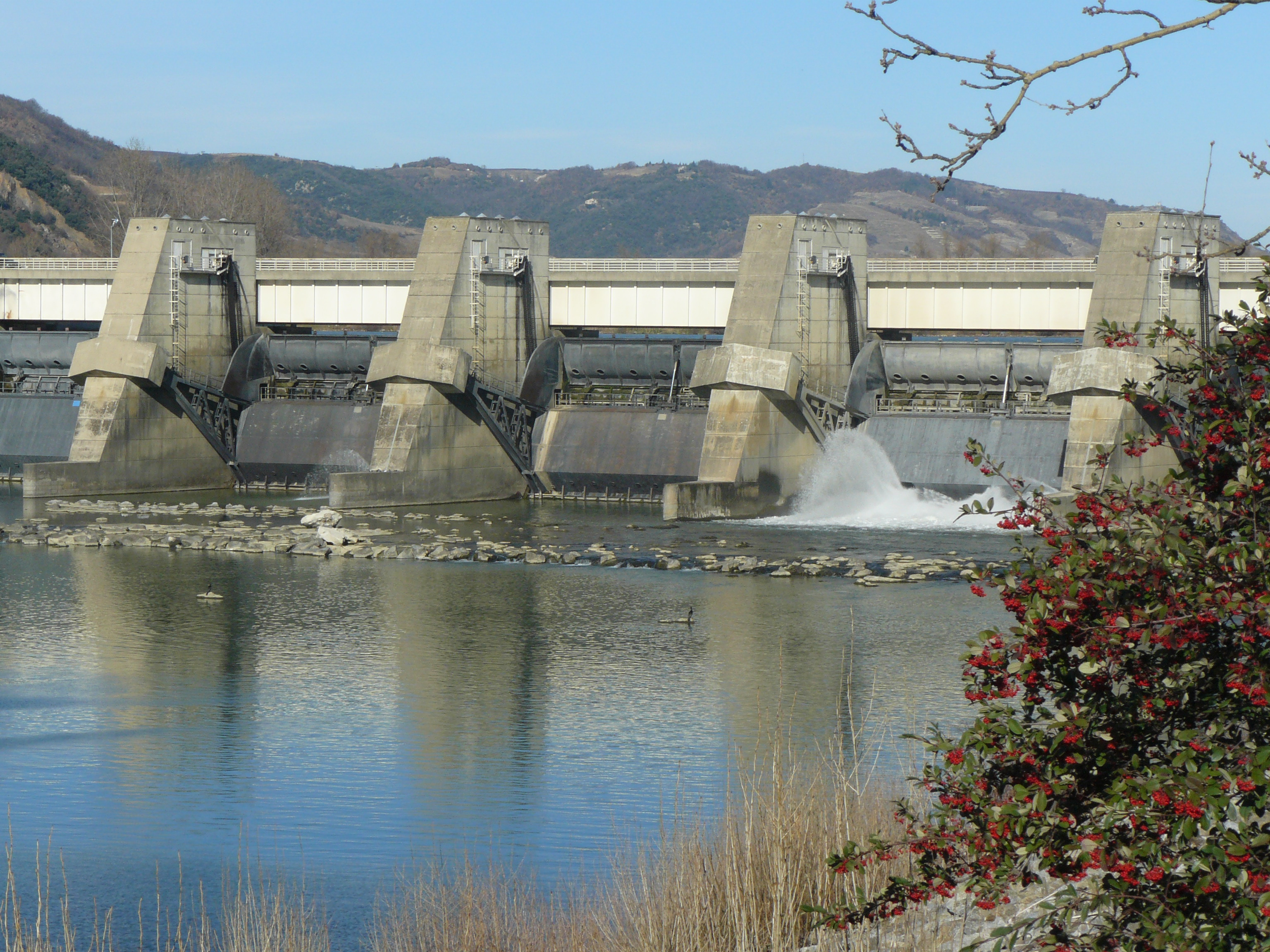
Le barrage de retenue.

La commune est arrosée par le Rhône.
Le 6 janvier 1968, la mise en eau du barrage de retenue sur le Rhône contraint le fleuve à emprunter, à l'est de la commune, un canal de 11 km de long et de 130 m de large. Le village s'est alors transformé en île.

### Climat
Pour des articles plus généraux, voir Climat d'Auvergne-Rhône-Alpes et Climat de la Drôme.
En 2010, le climat de la commune est de type climat du Bassin du Sud-Ouest, selon une étude du Centre national de la recherche scientifique s'appuyant sur une série de données couvrant la période 1971-2000. En 2020, Météo-France publie une typologie des climats de la France métropolitaine dans laquelle la commune est dans une zone de transition entre le climat de montagne et le climat méditerranéen et est dans la région climatique  Moyenne vallée du Rhône, caractérisée par un bon ensoleillement en été (fraction d’insolation > 60 %), une forte amplitude thermique annuelle (4 à 20 °C), un air sec en toutes saisons, orageux en été, des vents forts (mistral), une pluviométrie élevée en automne (250 à 300 mm). 
Pour la période 1971-2000, la température annuelle moyenne est de 12,9 °C, avec une amplitude thermique annuelle de 18 °C. Le cumul annuel moyen de précipitations est de 894 mm, avec 7 jours de précipitations en janvier et 4,9 jours en juillet. Pour la période 1991-2020, la température moyenne annuelle observée sur la station météorologique de Météo-France la plus proche, « Mercurol », sur la commune de Mercurol-Veaunes à 8 km à vol d'oiseau, est de 13,4 °C et le cumul annuel moyen de précipitations est de 864,4 mm,. Pour l'avenir, les paramètres climatiques de la commune estimés pour 2050 selon différents scénarios d'émission de gaz à effet de serre sont consultables sur un site dédié publié par Météo-France en novembre 2022.

## Urbanisme

### Typologie
Au 1er janvier 2024, La Roche-de-Glun est catégorisée petite ville, selon la nouvelle grille communale de densité à 7 niveaux définie par l'Insee en 2022.
Elle appartient à l'unité urbaine de Tournon-sur-Rhône, une agglomération inter-départementale dont elle est une commune de la banlieue,. Par ailleurs la commune fait partie de l'aire d'attraction de Valence, dont elle est une commune de la couronne,. Cette aire, qui regroupe 71 communes, est catégorisée dans les aires de 200 000 à moins de 700 000 habitants,.

### Occupation des sols
L'occupation des sols de la commune, telle qu'elle ressort de la base de données européenne d’occupation biophysique des sols Corine Land Cover (CLC), est marquée par l'importance des territoires agricoles (59,6 % en 2018), en diminution par rapport à 1990 (61,6 %). La répartition détaillée en 2018 est la suivante : cultures permanentes (50,5 %), eaux continentales (17,7 %), zones urbanisées (11,5 %), zones agricoles hétérogènes (9,2 %), milieux à végétation arbustive et/ou herbacée (4,3 %), forêts (3,5 %), zones industrielles ou commerciales et réseaux de communication (3,4 %). L'évolution de l’occupation des sols de la commune et de ses infrastructures peut être observée sur les différentes représentations cartographiques du territoire : la carte de Cassini (XVIIIe siècle), la carte d'état-major (1820-1866) et les cartes ou photos aériennes de l'IGN pour la période actuelle (1950 à aujourd'hui).

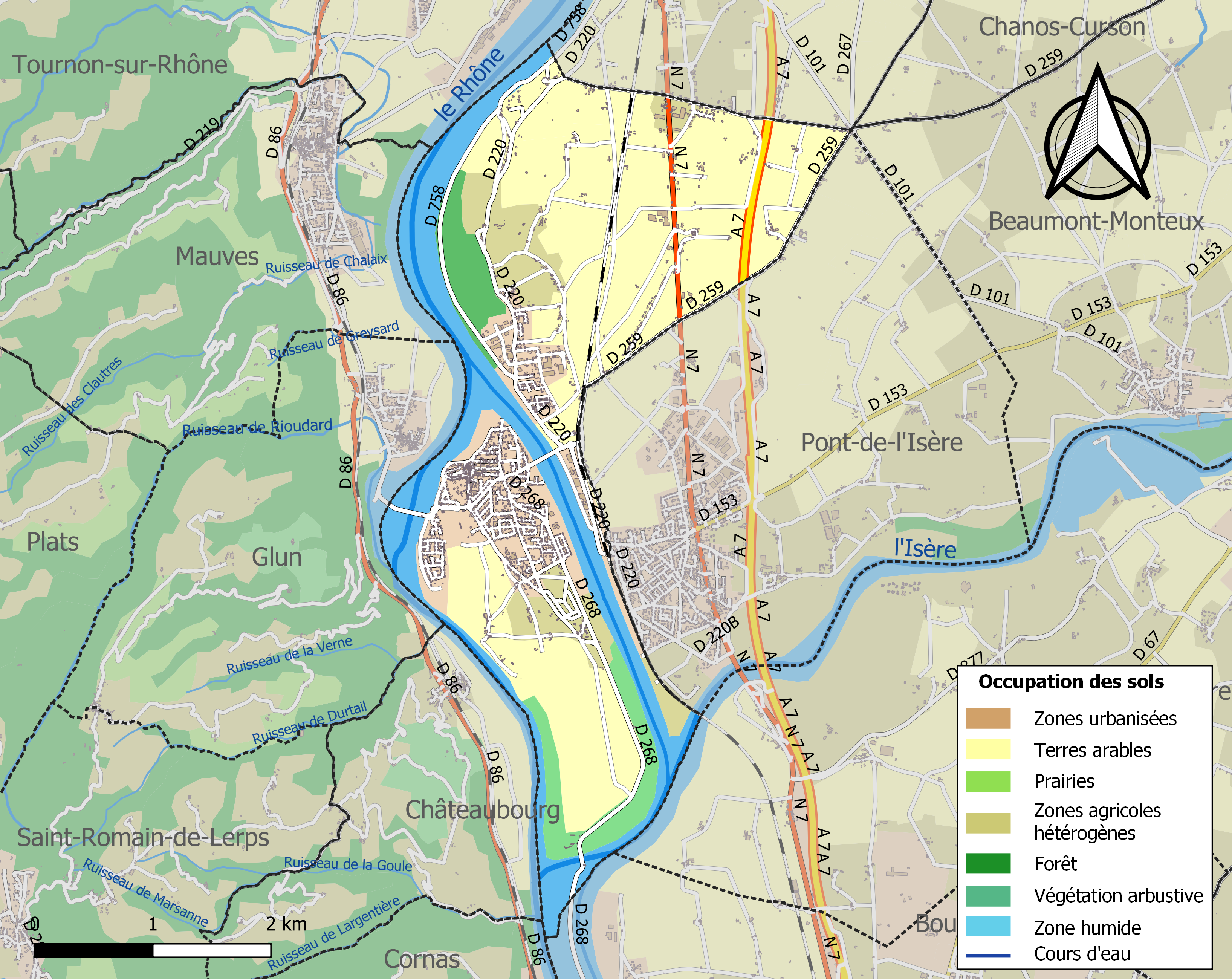
Carte des infrastructures et de l'occupation des sols de la commune en 2018 (CLC).

### Morphologie urbaine

#### Quartiers, hameaux et lieux-dits
Site Géoportail (carte IGN) :
- Barjac
- Boiron
- Bouvat
- Chabalet
- Chasseroux
- Combe Close
- Croix de Marais
- Fourches Vieilles
- Jalet
- la Banquette
- la Rage
- la Saune
- le Chêne Vert
- le Dauphin
- les Chassis
- les Conches
- les Decizes
- les Flouris
- les Hauts Saviaux
- les Islettes
- les Marais
- les Marettes
- les Mouettes
- les Pialoux
- les Rises
- les Sables
- les Sept Chemins
- les Serres
- les Traverses
- l'Île Neuve
- Saint-Georges
- Saint-Jean (nord)
- Saint-Jean (sud)

## Toponymie

### Attestations
Dictionnaire topographique du département de la Drôme :
- 1191 : Rocha de Glom (petit inventaire des dauphins, 29).
- 1194 : La Rocha de Gluin (cartulaire de Léoncel, 54).
- 1262 : Rupes de Cleu (petit inventaire des dauphins, 41).
- 1267 : castrum Ruppis de Cluey (inventaire des dauphins, 35).
- 1274 : castrum Ruppis de Cladio (inventaire des dauphins, 34).
- 1304 : castrum Ruppis de Gluey (archives de la Drôme, E 601).
- 1340 : Ruppis de Cloyo (choix de documents, 63).
- 1343 : castrum Ruppis Clivi (choix de documents, 81).
- 1345 : Ruppes de Glodio (Cart. Clayriaci [cartulaire de Clérieux], 93).
- XIVe siècle : Ruppes de Gleyng (registre de la paroisse de Saint-Martin-en-Vercors).
- XIVe siècle : mention de la paroisse : capella Ruppis de Clivo (pouillé de Valence).
- 1382 : La Roche de Cliou (inventaire de Saint-Apollinaire [Valence], 591).
- 1398 : Ruppes de Clivo (inventaire de Saint-Apollinaire [Valence], 230).
- 1400 : La Roche de Cluy (choix de documents, 235).
- 1421 : La Roche de Cluz (Duchesne, Comtes de Valentinois, 70).
- 1540 : mention de la paroisse : cura Rupis Clivi (rôle de décimes).
- 1550 : mention du mandement : mandamentum Rupis de Glun (archives de la Drôme, E 600).
- 1891 : La Roche-de-Glun, commune du canton de Tain.

## Histoire
Pour un article plus général, voir Histoire de la Drôme.

### Du Moyen Âge à la Révolution
La seigneurie :
- Au pont de vue féodal, La Roche-de-Glun était une terre (ou seigneurie) des Clérieux.
- 1333 : elle est léguée aux comtes de Valentinois.
- Les dauphins possèdent le haut domaine.
- 1342 : les dauphins octroient une charte de libertés aux habitants.
- 1343 : la terre passe aux dauphins.
- 1349 : les possessions des dauphins passent à la couronne de France.
- 1467 : la terre est donnée aux Poitiers-Saint-Vallier.
- Elle fait retour au domaine royal et, presque aussitôt, est engagé aux Poitiers-Saint-Vallier.
- 1547 : la terre passe aux Péronne.
- 1596 : elle est engagée aux Arlod.
- Vers 1615 : passe aux Jomaron.
- 1658 : passe (par mariage) aux La Barge.
- Donnée aux Grandis de Pommerol.
- Vers 1750 : passe (par mariage) aux Isnards.
- 1774 : vendue aux La Grange, derniers seigneurs.

Péage institué par les empereurs germaniques (jusqu'en 1789).
Le donjon est rasé sur ordre du roi Louis XIII.
Démographie :
- 1404 : 40 feux.
- 1688 : 160 familles.
- 1789 : 230 familles.

Avant 1790, la Roche-de-Glun était une communauté de l'élection et subdélégation de Valence et du bailliage de Saint-Marcellin, comprenant les deux communes actuelles du Pont-de-l'Isère et de la Roche-de-Glun.

Cette communauté formait une paroisse du diocèse de Valence, dont l'église était dédiée à saint Jean-Baptiste et dont les dîmes appartenaient au chapitre du Bourg-lès-Valence qui présentait à la cure.

Le mandement de la Roche-de-Glun avait la même étendue que la communauté de ce nom et comprenait les deux communes de Pont-de-l'Isère et de la Roche-de-Glun.

### De la Révolution à nos jours
En 1790, la commune est comprise dans le canton du Bourg-lès-Valence. La réorganisation de l'an VIII (1799-1800) la place dans celui de Tain.
En 1866, la commune de Pont-de-l'Isère est distraite de celle de la Roche-de-Glun.

## Politique et administration

### Liste des maires

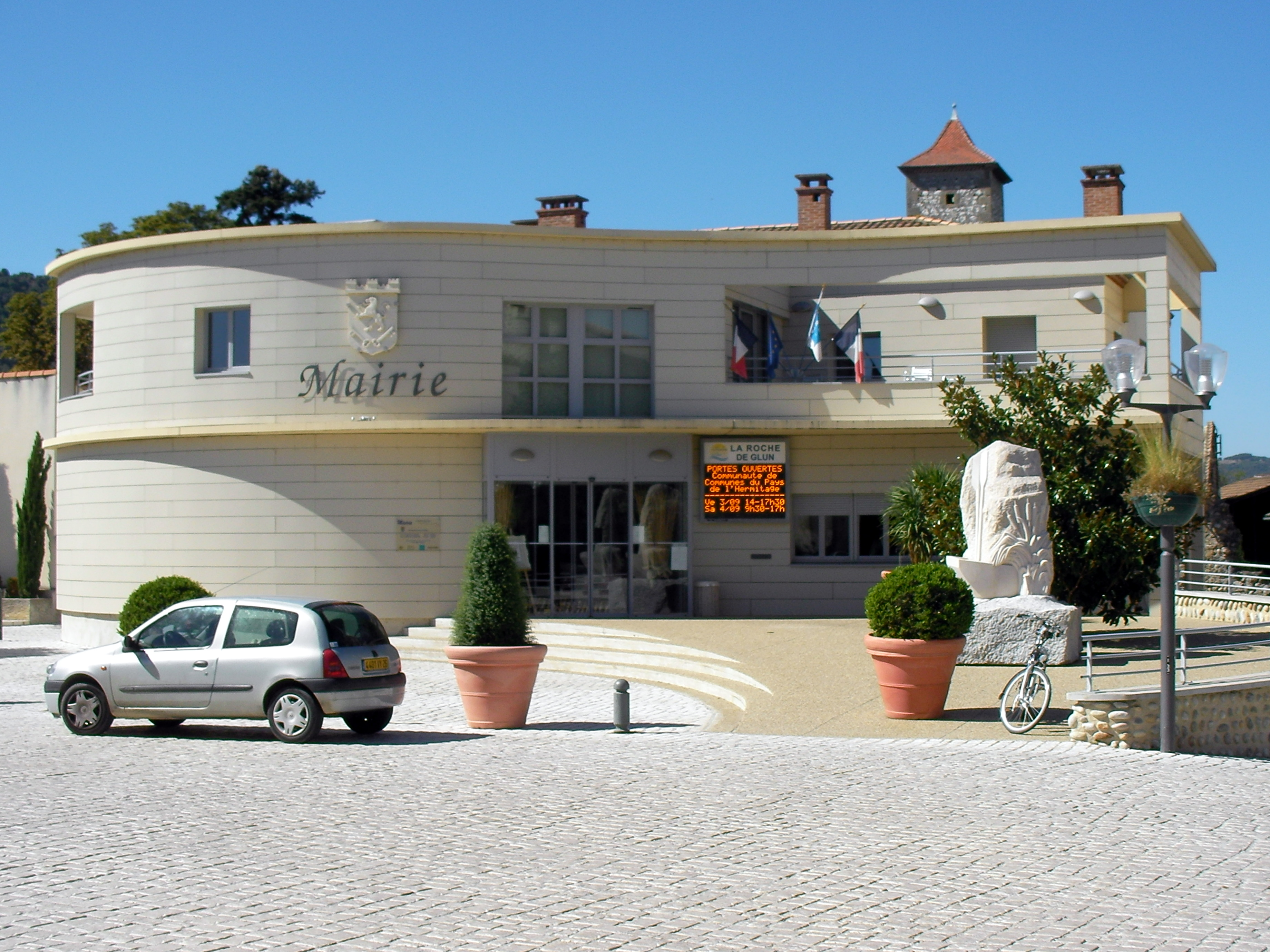
La mairie.

| Période                                                                      | Période                      | Identité                           | Étiquette    | Qualité                              |
| ---------------------------------------------------------------------------- | ---------------------------- | ---------------------------------- | ------------ | ------------------------------------ |
| Les données manquantes sont à compléter. : de la Révolution au Second Empire |                              |                                    |              |                                      |
| 1790                                                                         | 1871                         | ?                                  |              |                                      |
| Les données manquantes sont à compléter. : depuis la fin du Second Empire    |                              |                                    |              |                                      |
| 1871                                                                         | 1874                         | ?                                  |              |                                      |
| 1874                                                                         | 1878                         | ?                                  |              |                                      |
| 1878                                                                         | 1884                         | ?                                  |              |                                      |
| 1884                                                                         | 1888                         | ?                                  |              |                                      |
| 1888                                                                         | 1892                         | ?                                  |              |                                      |
| 1892                                                                         | 1896                         | ?                                  |              |                                      |
| 1896                                                                         | 1900                         | ?                                  |              |                                      |
| 1900                                                                         | 1904                         | ?                                  |              |                                      |
| 1904                                                                         | 1908                         | ?                                  |              |                                      |
| 1908                                                                         | 1912                         | ?                                  |              |                                      |
| 1912                                                                         | 1919                         | ?                                  |              |                                      |
| 1919                                                                         | 1925                         | ?                                  |              |                                      |
| 1925                                                                         | 1929                         | ?                                  |              |                                      |
| 1929                                                                         | 1935                         | ?                                  |              |                                      |
| 1935                                                                         | 1945                         | ?                                  |              |                                      |
| 1945                                                                         | 1947                         | ?                                  |              |                                      |
| 1947                                                                         | 1953                         | ?                                  |              |                                      |
| 1953                                                                         | 1955                         | ?                                  |              |                                      |
| ?                                                                            | ?                            | Louis Gonard                       |              |                                      |
| 1955 (élection ?)                                                            | 1959                         | André Albert                       |              |                                      |
| 1959                                                                         | 1965                         | André Albert                       |              | maire sortant                        |
| 1965                                                                         | 1971                         | André Albert                       |              | maire sortant                        |
| 1971                                                                         | 1977                         | André Albert                       |              | maire sortant                        |
| 1977                                                                         | 1983                         | André Albert                       |              | maire sortant                        |
| 1983                                                                         | 1989                         | Louis Margirier                    |              |                                      |
| 1989                                                                         | 1995                         | Louis Margirier                    |              | maire sortant                        |
| 1995                                                                         | 2001                         | Alain Mérandat                     | DVD puis UMP |                                      |
| 2001                                                                         | 2007                         | Alain Mérandat                     |              | maire sortant                        |
| 2007 (juill.) (élection ?)                                                   | 2008                         | Hervé Chaboud                      | DVD-LR       | pharmacien, conseiller départemental |
| 2008                                                                         | 2014                         | Hervé Chaboud                      |              | maire sortant                        |
| 2014                                                                         | 2020                         | Hervé Chaboud                      |              | maire sortant                        |
| 2020                                                                         | En cours (au 3 octobre 2021) | Michel Gounon[source insuffisante] |              |                                      |

## Population et société

### Démographie
L'évolution du nombre d'habitants est connue à travers les recensements de la population effectués dans la commune depuis 1793. Pour les communes de moins de 10 000 habitants, une enquête de recensement portant sur toute la population est réalisée tous les cinq ans, les populations de référence des années intermédiaires étant quant à elles estimées par interpolation ou extrapolation. Pour la commune, le premier recensement exhaustif entrant dans le cadre du nouveau dispositif a été réalisé en 2005.

En 2022, la commune comptait 3 579 habitants, en évolution de +9,12 % par rapport à 2016 (Drôme : +2,64 %, France hors Mayotte : +2,11 %).
| 1793  | 1800  | 1806  | 1821  | 1831  | 1836  | 1841  | 1846  | 1851  |
| ----- | ----- | ----- | ----- | ----- | ----- | ----- | ----- | ----- |
| 1 055 | 1 194 | 1 212 | 1 542 | 1 849 | 1 912 | 2 103 | 2 097 | 2 002 |

| 1856  | 1861  | 1866  | 1872  | 1876  | 1881  | 1886 | 1891  | 1896 |
| ----- | ----- | ----- | ----- | ----- | ----- | ---- | ----- | ---- |
| 2 024 | 1 949 | 1 293 | 1 222 | 1 200 | 1 045 | 981  | 1 024 | 975  |

| 1901 | 1906 | 1911 | 1921 | 1926 | 1931 | 1936 | 1946 | 1954 |
| ---- | ---- | ---- | ---- | ---- | ---- | ---- | ---- | ---- |
| 924  | 882  | 900  | 753  | 813  | 799  | 828  | 777  | 840  |

| 1962 | 1968  | 1975  | 1982  | 1990  | 1999  | 2005  | 2006  | 2010  |
| ---- | ----- | ----- | ----- | ----- | ----- | ----- | ----- | ----- |
| 880  | 1 227 | 1 467 | 2 113 | 2 800 | 2 740 | 3 065 | 3 143 | 3 167 |

| 2015  | 2020  | 2022  | - | - | - | - | - | - |
| ----- | ----- | ----- | - | - | - | - | - | - |
| 3 258 | 3 456 | 3 579 | - | - | - | - | - | - |

### Enseignement
La commune est rattachée à l'académie de Grenoble.

### Manifestations culturelles et festivités
- Fête communale et patronale : les dimanche et lundi après le 15 août[16].

### Loisirs
- Piscine municipale d'été[réf. nécessaire].

### Sports
- Club de joutes (plusieurs fois vainqueur de la coupe de France)[réf. nécessaire].
- Club de voile Rochelain    clubdevoilerochelain.fr[réf. nécessaire].
- Football[réf. nécessaire].
- Jet ski[réf. nécessaire].
- Karting[1].
- Rugby[réf. nécessaire].
- Tennis[réf. nécessaire].

### Médias
Quatre journaux sont distribués dans les réseaux de presse desservant la commune :
- Le Dauphiné libéré est un journal quotidien de la presse écrite française régionale distribué dans la plupart des départements de l'ancienne région Rhône-Alpes, notamment la Drôme.
- L'Impartial de la Drôme (hebdomadaire local).
- Drôme Hebdo (anciennement Peuple Libre) (hebdomadaire local).
- L'Agriculture drômoise (hebdomadaire agricole et rural).

### Cultes
La communauté catholique et l'église de La Roche-de-Glun (propriété de la commune) dépendent de la paroisse Saint Vincent de l'Hermitage.

## Économie

### Agriculture
En 1992 : vergers, vignes (vins AOC Crozes-Hermitage et Côtes-du-Rhône), céréales, porcins.
- Marché : le mercredi matin[16].

### Tourisme

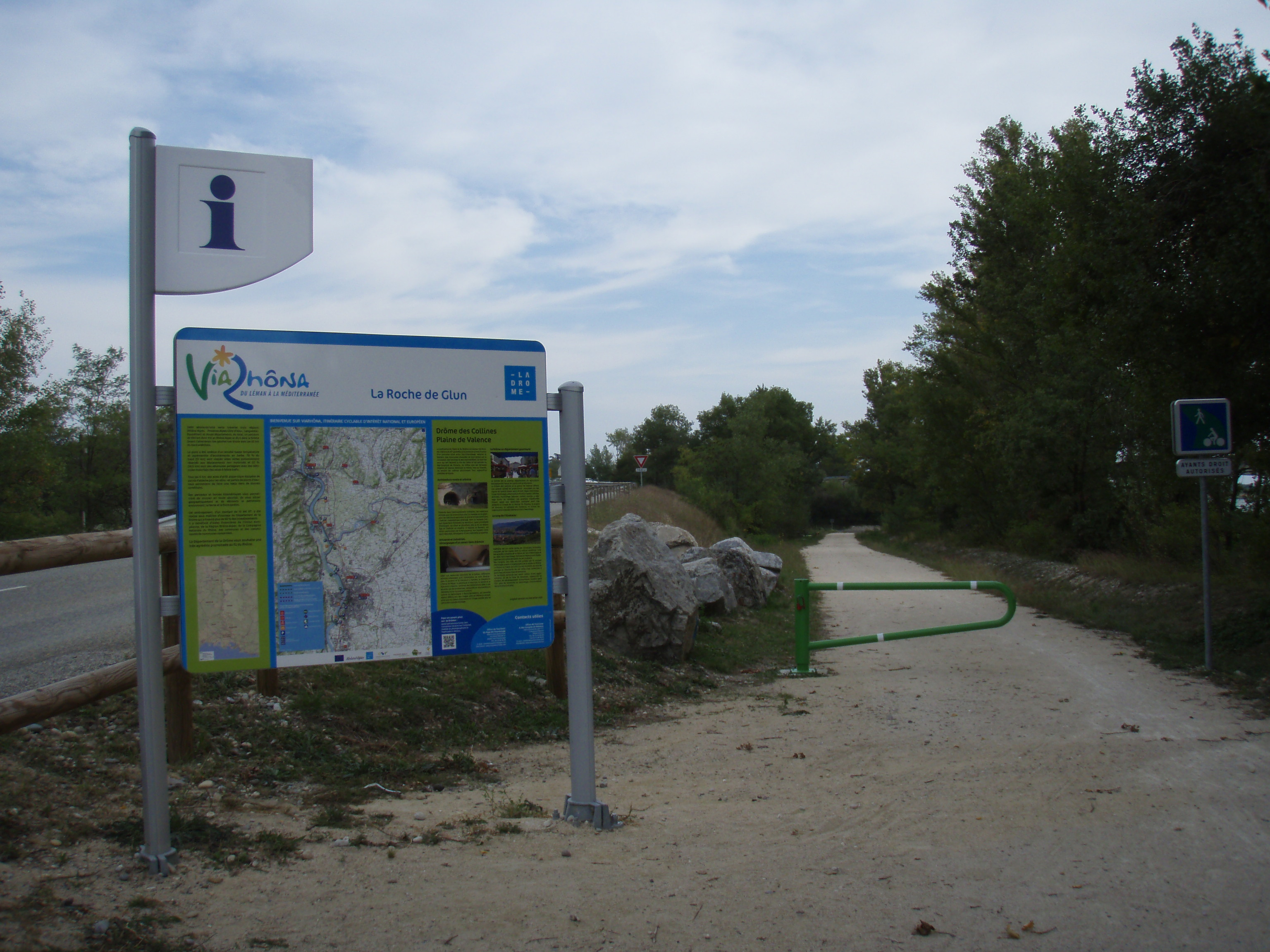
VIARHONA : du Léman à la Mer.

- Aire de stationnement de camping car[réf. nécessaire].
- Halte nautique[réf. nécessaire].

## Culture locale et patrimoine

### Lieux et monuments

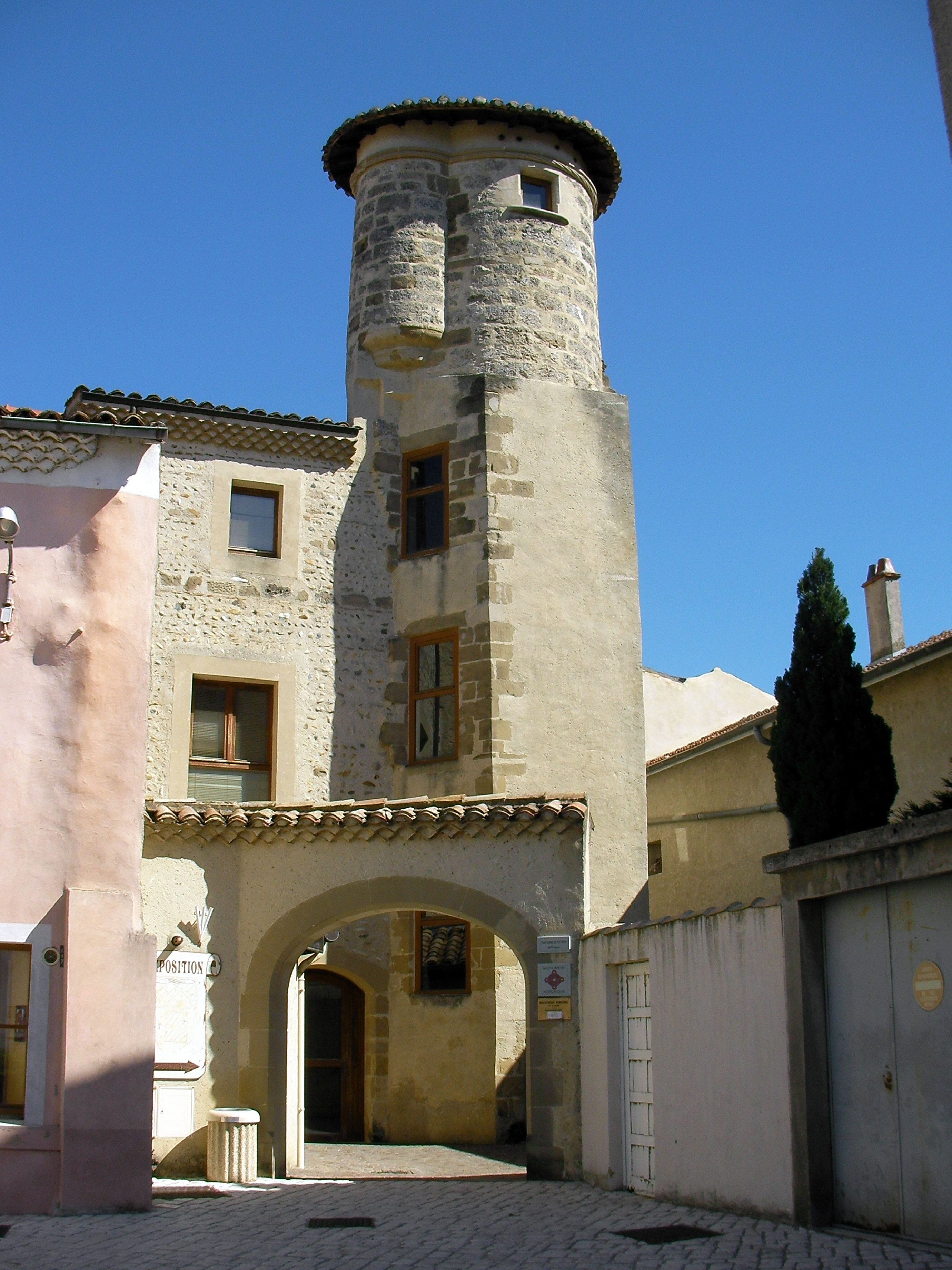
La tour de Diane de Poitiers.

- Vestiges de remparts : porte[16].

La porte du Roussillon : porte fortifiée au couronnement crénelé des XIIIe et XIVe siècles[réf. nécessaire].
- La Maison dite de Diane de Poitiers du XVe siècle[16] : classée monument historique, elle a été achetée en 1991 par la municipalité et restaurée en 1994.

Il s'agit d'une tour de guet. Le bâtiment comporte un escalier hélicoïdal, une cheminée monumentale ornée de fines sculptures et un plafond en croisillons formant carrés et clous en fer forgé. De nos jours, il accueille la bibliothèque municipale.
- Ancien château : salle des gardes, écuries[16].
- Demeure d'Arcas : cheminée, fresques[16].
- Four à chaux de 1741 (propriété privée)[réf. nécessaire].
- Église Saint-Roch de La Roche-de-Glun, composite[16].

### Patrimoine culturel
- École associative de musique : FA SI LA SOL École[réf. nécessaire].

### Patrimoine naturel
- Bassin des Muzards (ornithologie)[16].

### Personnalités liées à la commune
- Diane de Poitiers (1499-1566).
- Gaston Dintrat (1889-1964) : sculpteur qui vécut à La Roche-de-Glun de 1948 à 1964[réf. nécessaire].
- Kevin Mayer (né en 1992) : athlète français, spécialiste des épreuves combinées. Il réside à La Roche-de-Glun
- Sebastien Chol (né en 1974) : copilote de rallyes historiques. Double champion du monde copilote des E-Rallyes.

### Héraldique, logotype et devise
| Blason de La Roche-de-Glun | D'azur au lion d'or soutenu de deux clés adossées du même, posées en chevron renversé. |